# I liga paragwajska w piłce nożnej (2011)
Mistrzem Paragwaju turnieju Apertura został klub Club Nacional, natomiast wicemistrzem Paragwaju turnieju Apertura - Club Olimpia.
Mistrzem Paragwaju turnieju Clausura został klub Club Olimpia, natomiast wicemistrzem Paragwaju turnieju Clausura - Cerro Porteño.
Do turniejów międzynarodowych zakwalifikowały się następujące kluby:
- Copa Libertadores 2012: Club Olimpia, Club Nacional, Club Libertad.
- Copa Sudamericana 2012: Club Olimpia, Cerro Porteño, Tacuary Asunción, Club Guaraní.

O spadku do drugiej ligi decydował średni dorobek z trzech ostatnich sezonów. Spadły dwa kluby - 3 de Febrero Ciudad del Este i General Caballero Asunción.
Na ich miejsce awansował mistrz drugiej ligi Cerro Porteño Presidente Franco oraz wicemistrz drugiej ligi Sportivo Carapeguá.

## Torneo Apertura 2011

### Apertura 1
| Data             | Mecz |
| ---------------- | --- |
| 29 stycznia 2011 | Club Libertad - General Caballero Asunción 2:0 Nicolás Pavlovich 6, Jorge González 60                                                                      |
| 30 stycznia 2011 | 3 de Febrero Ciudad del Este - Independiente Asunción 3:2 César Llamas 40, Luciano Ursino 51, César Cáceres Cañete 79 - Aldo Vera 43, Lorenzo Melgarejo 52 |
| 30 stycznia 2011 | Club Nacional - Club Olimpia 1:2 Herminio Antonio Miranda 16 - Blas Cáceres 46, Pablo Daniel Zeballos 72                                                   |
| 30 stycznia 2011 | Club Rubio Ñú - Club Sol de América 1:0 Reinaldo Ocampo 55                                                                                                 |
| 30 stycznia 2011 | Tacuary Asunción - Sportivo Luqueño 3:2 Marco Antonio Acosta Rojas 1, Luciano Vera 18, Ramón Cardozo 37 - Rodrigo Ernesto Soria 2, Daniel Ferreira 40      |
| 18 maja 2011     | Cerro Porteño - Club Guaraní 0:0 |

### Apertura 2
| Data          | Mecz |
| ------------- | --- |
| 5 lutego 2011 | Club Guaraní - Club Nacional 2:2 Julián Alfonso Benítez 1, Héctor Federico Carballo 43 - Ariel Gregorio Bogado 21, Silvio Torales 77 |
| 5 lutego 2011 | Club Sol de América - Club Libertad 0:1 Pedro Alcides Sarabia 49k                                                                    |
| 6 lutego 2011 | General Caballero Asunción - 3 de Febrero Ciudad del Este 0:0                                                                        |
| 6 lutego 2011 | Independiente Asunción - Club Olimpia 0:3 Juan Carlos Ferreyra 25k, Pablo Daniel Zeballos 58, Blas Cáceres 84                        |
| 6 lutego 2011 | Sportivo Luqueño - Club Rubio Ñú 2:2 Daniel Ferreira 34, Sergio Escalante 51 - Éric Ramos 18, Robin Ariel Ramírez 92                 |
| 7 lutego 2011 | Cerro Porteño - Tacuary Asunción 1:1 Luis Enrique Cáceres 4 - Marco Antonio Acosta Rojas 10                                          |

### Apertura 3
| Data           | Mecz |
| -------------- | --- |
| 10 lutego 2011 | Club Libertad - Sportivo Luqueño 2:1 Jorge González 18, Nicolás Pavlovich 40 - Ángel Daniel Enciso 86                              |
| 11 lutego 2011 | 3 de Febrero Ciudad del Este - Club Sol de América 0:1 Víctor Ramón Ferreira 17                                                    |
| 11 lutego 2011 | Tacuary Asunción - Club Guaraní 0:0                                                                                                |
| 12 lutego 2011 | Club Nacional - Independiente Asunción 1:0 Víctor Marcelino Aquino 34                                                              |
| 12 lutego 2011 | Club Olimpia - General Caballero Asunción 3:1 Juan Carlos Ferreyra 9k, 55, Pablo Daniel Zeballos 63k - Sergio Enrique Fernández 21 |
| 13 lutego 2011 | Club Rubio Ñú - Cerro Porteño 2:2 Sergio Samudio 29, Roberto Miguel Acuña 34 - Roberto Antonio Nanni 4, Jonathan Fabbro 22         |

### Apertura 4
| Data           | Mecz |
| -------------- | --- |
| 15 lutego 2011 | Tacuary Asunción - Club Nacional 0:1 Carlos Gabriel Ruíz Peralta 40                                                             |
| 16 lutego 2011 | General Caballero Asunción - Independiente Asunción 1:2 Hugo Sebastián Santacruz 91 - Imanol Iribarri 4, Osvaldo Javier Díaz 40 |
| 16 lutego 2011 | Club Sol de América - Club Olimpia 0:4 Julio César Cáceres 11, Juan Carlos Ferreyra 34k, 82, Pablo Daniel Zeballos 45           |
| 16 lutego 2011 | Sportivo Luqueño - 3 de Febrero Ciudad del Este 2:1 Claudio David Vargas 88, Fidel Amado Pérez 91 - César Cáceres Cañete 8      |
| 23 marca 2011  | Club Guaraní - Club Rubio Ñú 2:1 Julián Alfonso Benítez 66, Juan Antonio Patiño 88 - Robin Ariel Ramírez 33                     |
| 30 marca 2011  | Cerro Porteño - Club Libertad 1:2 Jonathan Fabbro 67 - José Ariel Núñez 6, Rodolfo Vicente Gamarra 82                           |

### Apertura 5
| Data            | Mecz |
| --------------- | --- |
| 19 lutego 2011  | Club Nacional - General Caballero Asunción 3:1 Herminio Antonio Miranda 25, 36k, Marcos Antonio Melgarejo 70 - Sergio Enrique Fernández 57 |
| 20 lutego 2011  | 3 de Febrero Ciudad del Este - Cerro Porteño 1:2 Luciano Ursino 45 - Freddy Bareiro 12, Lautaro Roque Formica 53                           |
| 20 lutego 2011  | Independiente Asunción - Club Sol de América 1:1 Imanol Iribarri 20 - Rody Javier Martínez 37s                                             |
| 20 lutego 2011  | Club Olimpia - Sportivo Luqueño 5:0 Vladimir Marín 16, 25, 57, Juan Carlos Ferreyra 43, Pablo Daniel Zeballos 64k                          |
| 20 lutego 2011  | Club Rubio Ñú - Tacuary Asunción 0:1 Carlos Ramón Martínez 76                                                                              |
| 6 kwietnia 2011 | Club Libertad - Club Guaraní 0:0 |

### Apertura 6
| Data           | Mecz |
| -------------- | --- |
| 26 lutego 2011 | Cerro Porteño - Club Olimpia 1:2 Luis Carlos Cardozo 57 - Édgar Arnulfo Robles 33, Pablo Daniel Zeballos 83 |
| 27 lutego 2011 | Club Guaraní - 3 de Febrero Ciudad del Este 1:0 Miguel Ángel Paniagua 50                                    |
| 27 lutego 2011 | Club Sol de América - General Caballero Asunción 1:2 Inca 41 - Hugo Sebastián Santacruz 23, 30              |
| 27 lutego 2011 | Sportivo Luqueño - Independiente Asunción 1:1 Pedro Richard Irala 47 - Fidel Miño Cabrera 12                |
| 27 lutego 2011 | Tacuary Asunción - Club Libertad 1:0 Raúl Basilio Román 91                                                  |
| 27 lutego 2011 | Club Rubio Ñú - Club Nacional 0:0                                                                           |

### Apertura 7
| Data         | Mecz |
| ------------ | --- |
| 4 marca 2011 | Club Libertad - Club Rubio Ñú 4:1 Víctor Javier Cáceres 17, Ángel Reinaldo Orué 27, Ignacio Canuto 50, Manuel José Maciel 79k - Robin Ariel Ramírez 51                                                                     |
| 5 marca 2011 | 3 de Febrero Ciudad del Este - Tacuary Asunción 0:0 |
| 5 marca 2011 | Club Nacional - Club Sol de América 2:0 Ariel Gregorio Bogado 40, Jorge Arnaldo Torales 89 |
| 5 marca 2011 | Club Olimpia - Club Guaraní 4:3 Édgar Arnulfo Robles 27, Pablo Daniel Zeballos 32, Juan Carlos Ferreyra 65, Maximiliano Ariel Biancucci 85 - Miguel Ángel Paniagua 19, Eduardo Javier Filippini 56, Víctor Manuel Gómez 87 |
| 6 marca 2011 | General Caballero Asunción - Sportivo Luqueño 1:0 Hugo Sebastián Santacruz 79 |
| 6 marca 2011 | Independiente Asunción - Cerro Porteño 0:1 Juan Manuel Iturbe 86 |

### Apertura 8
| Data             | Mecz |
| ---------------- | --- |
| 8 marca 2011     | Tacuary Asunción - Club Olimpia 0:0 |
| 9 marca 2011     | Club Rubio Ñú - 3 de Febrero Ciudad del Este 1:0 William Gabriel Mendieta 22                                                                            |
| 9 marca 2011     | Sportivo Luqueño - Club Sol de América 2:2 Sergio Escalante 27, Edison Giménez 44 - Érwin Lorenzo Ávalos 65, Pablo Marcelo Noguera 84                   |
| 16 marca 2011    | Cerro Porteño - General Caballero Asunción 2:2 Luis Enrique Cáceres 36, Roberto Antonio Nanni 79k - Hugo Sebastián Santacruz 10, Vicente Aníbal Vera 75 |
| 13 kwietnia 2011 | Club Libertad - Club Nacional 0:1 Carlos Gabriel Ruíz Peralta 50                                                                                        |
| 20 kwietnia 2011 | Club Guaraní - Independiente Asunción 2:0 Elvis Marecos 38, Luis Armando Ovelar 83                                                                      |

### Apertura 9
| Data          | Mecz |
| ------------- | --- |
| 12 marca 2011 | 3 de Febrero Ciudad del Este - Club Libertad 3:3 César Cáceres Cañete 40, 72, Víctor Hugo Ayala 61s - Rodolfo Vicente Gamarra 14, Nicolás Pavlovich 87k, 94 |
| 12 marca 2011 | General Caballero Asunción - Club Guaraní 0:1 Eduardo Javier Filippini 82                                                                                   |
| 12 marca 2011 | Club Nacional - Sportivo Luqueño 0:0 |
| 13 marca 2011 | Independiente Asunción - Tacuary Asunción 1:0 Lorenzo Melgarejo 44                                                                                          |
| 13 marca 2011 | Club Olimpia - Club Rubio Ñú 1:3 Álvaro Francisco Nájera 13 - Roberto Miguel Acuña 41, Arnaldo Rodríguez 49, Robin Ariel Ramírez 83                         |
| 13 marca 2011 | Club Sol de América - Cerro Porteño 2:3 José María Riquelme 67, Alfredo David Rojas 72 - Freddy Bareiro 5, Luis Carlos Cardozo 47, Juan Manuel Iturbe 70    |

### Apertura 10
| Data          | Mecz |
| ------------- | --- |
| 19 marca 2011 | 3 de Febrero Ciudad del Este - Club Nacional 0:2 Herminio Antonio Miranda 24, Víctor Marcelino Aquino 77                             |
| 19 marca 2011 | Club Libertad - Club Olimpia 0:0 |
| 19 marca 2011 | Club Rubio Ñú - Independiente Asunción 2:2 Reinaldo Ocampo 50, Digno Javier González 80 - Lorenzo Melgarejo 16, Imanolń Iribarri 71k |
| 20 marca 2011 | Cerro Porteño - Sportivo Luqueño 1:0 Luis Enrique Cáceres 87                                                                         |
| 20 marca 2011 | Club Guaraní - Club Sol de América 2:0 Fabio Escobar 3, Elvis Marecos 82                                                             |
| 20 marca 2011 | Tacuary Asunción - General Caballero Asunción 1:1 Carlos Ramón Martínez 82 - Edgar Enrique Rolón 4k                                  |

### Apertura 11
| Data          | Mecz |
| ------------- | --- |
| 26 marca 2011 | Independiente Asunción - Club Libertad 2:0 Osvaldo Javier Díaz 57, Lorenzo Melgarejo 82 |
| 26 marca 2011 | Club Nacional - Cerro Porteño 2:0 Víctor Marcelino Aquino 7, 56 |
| 27 marca 2011 | General Caballero Asunción - Club Rubio Ñú 1:5 Jaime Hinterleitner 88 - Gustavo Alberto Cristaldo 16, Nery Cardozo 29, Robin Ariel Ramírez 43, Reinaldo Ocampo 52, Roberto Miguel Acuña 69k |
| 27 marca 2011 | Club Olimpia - 3 de Febrero Ciudad del Este 3:1 Pablo Daniel Zeballos 45, Vladimir Marín 52, Richard Ortiz 76 - César Llamas 17                                                             |
| 27 marca 2011 | Club Sol de América - Tacuary Asunción 0:0 |
| 27 marca 2011 | Sportivo Luqueño - Club Guaraní 1:0 Rodrigo Ernesto Soria 14 |

### Apertura 12
| Data            | Mecz |
| --------------- | --- |
| 2 kwietnia 2011 | General Caballero Asunción - Club Libertad 0:1 Juan Alberto Ortigoza 52s                                                                                                 |
| 2 kwietnia 2011 | Club Guaraní - Cerro Porteño 1:0 Jorge Darío Mendoza 65 |
| 3 kwietnia 2011 | Independiente Asunción - 3 de Febrero Ciudad del Este 0:1 Arnaldo Castorino 78                                                                                           |
| 3 kwietnia 2011 | Club Olimpia - Club Nacional 1:2 Juan Carlos Ferreyra 67 - Marcos Antonio Melgarejo 86, Javier Mercedes González 90                                                      |
| 3 kwietnia 2011 | Club Sol de América - Club Rubio Ñú 3:4 Alvaro Alfredo Vargas 40, Érwin Lorenzo Ávalos 55, Diego Ciz 58 - Reinaldo Ocampo 23, 80, Jorge Núñez 27, Mauro Rubén Cardozo 54 |
| 3 kwietnia 2011 | Sportivo Luqueño - Tacuary Asunción 2:2 Juan Gabriel Abente 56, Fidel Amado Pérez 85 - Bryan Montenegro 64, 76                                                           |

### Apertura 13
| Data             | Mecz |
| ---------------- | --- |
| 9 kwietnia 2011  | Club Libertad - Club Sol de América 1:2 Sergio Daniel Aquino 71k - Ernesto Cristaldo 14, Alexander González 63        |
| 9 kwietnia 2011  | Club Nacional - Club Guaraní 2:1 Víctor Marcelino Aquino 25, Ricardo Alberto Mazacote 56 - Pablo Nicolás Caballero 64 |
| 9 kwietnia 2011  | Club Olimpia - Independiente Asunción 1:1 Juan Carlos Ferreyra 39k - Osvaldo Javier Díaz 58                           |
| 10 kwietnia 2011 | 3 de Febrero Ciudad del Este - General Caballero Asunción 1:0 Arnaldo Castorino 78                                    |
| 10 kwietnia 2011 | Club Rubio Ñú - Sportivo Luqueño 2:1 Robin Ariel Ramírez 33, 79 - Juan Gabriel Abente 92                              |
| 10 kwietnia 2011 | Tacuary Asunción - Cerro Porteño 2:0 Bryan Montenegro 23, Juan Isidro Núñez 69                                        |

### Apertura 14
| Data             | Mecz |
| ---------------- | --- |
| 16 kwietnia 2011 | Club Guaraní - Tacuary Asunción 1:2 Julián Alfonso Benítez 64 - Bryan Montenegro 83, 90                                                                      |
| 16 kwietnia 2011 | Sportivo Luqueño - Club Libertad 1:0 Milton Rodrigo Benítez 64                                                                                               |
| 17 kwietnia 2011 | Cerro Porteño - Club Rubio Ñú 1:1 Jorge Daniel Núñez 88 - Nery Cardozo 1                                                                                     |
| 17 kwietnia 2011 | General Caballero Asunción - Club Olimpia 1:2 Hugo Manuel Centurión 86 - Pablo Daniel Zeballos 4, Vladimir Marín 51                                          |
| 17 kwietnia 2011 | Independiente Asunción - Club Nacional 5:1 Lorenzo Melgarejo 54, 58, 75, Fidencio Oviedo 64, Michel Romero 87 - Víctor Marcelino Aquino 5                    |
| 17 kwietnia 2011 | Club Sol de América - 3 de Febrero Ciudad del Este 3:2 Víctor Ramón Ferreira 9, Érwin Lorenzo Ávalos 45k, 59 - Arnaldo Castorino 1, César Cáceres Cañete 64k |

### Apertura 15
| Data             | Mecz |
| ---------------- | --- |
| 23 kwietnia 2011 | 3 de Febrero Ciudad del Este - Sportivo Luqueño 1:0 César Cáceres Cañete 13k                                                                      |
| 23 kwietnia 2011 | Club Nacional - Tacuary Asunción 1:0 Víctor Marcelino Aquino 23                                                                                   |
| 23 kwietnia 2011 | Club Olimpia - Club Sol de América 2:0 Álvaro Francisco Nájera 31, Maxi Biancucchi 86                                                             |
| 23 kwietnia 2011 | Club Rubio Ñú - Club Guaraní 3:0 Mauro Rubén Cardozo 17, Jorge Núñez 41, Robin Ariel Ramírez 64                                                   |
| 24 kwietnia 2011 | Independiente Asunción - General Caballero Asunción 2:2 Luis Daniel Cupla 14, Lorenzo Melgarejo 35 - Jaime Hinterleitner 19, Fernando Oliveira 75 |
| 24 kwietnia 2011 | Club Libertad - Cerro Porteño 1:1 Víctor Hugo Ayala 15 - Pedro Juan Benítez 20                                                                    |

### Apertura 16
| Data             | Mecz |
| ---------------- | --- |
| 27 kwietnia 2011 | Club Sol de América - Independiente Asunción 1:0 Érwin Lorenzo Ávalos 38k                                                 |
| 27 kwietnia 2011 | Sportivo Luqueño - Club Olimpia 1:4 Sergio Escalante 14 - Julio César Cáceres 5, Matías Donnet 41, 83, Vladimir Marín 71k |
| 27 kwietnia 2011 | Tacuary Asunción - Club Rubio Ñú 1:0 Ronald Renato Huth 88                                                                |
| 28 kwietnia 2011 | General Caballero Asunción - Club Nacional 1:3 Jaime Hinterleitner 87 - Ariel Gregorio Bogado 10, 24, 38                  |
| 25 maja 2011     | Cerro Porteño - 3 de Febrero Ciudad del Este 1:1 Juan Gabriel Maldonado 17 - César Cáceres Cañete 74k                     |
| 25 maja 2011     | Club Guaraní - Club Libertad 1:2 Nildo Arturo Viera 20 - José Ariel Núñez 24, Manuel José Maciel 50                       |

### Apertura 17
| Data             | Mecz |
| ---------------- | --- |
| 30 kwietnia 2011 | 3 de Febrero Ciudad del Este - Club Guaraní 1:1 Felipe Santiago Villalba 26 - Juan Esteban Romero 60                                                        |
| 1 maja 2011      | General Caballero Asunción - Club Sol de América 3:2 Gabriel Vieira 22, Sergio Enrique Fernández 50, 82k - Víctor Ramón Ferreira 39, Luis Alberto Cabral 43 |
| 1 maja 2011      | Independiente Asunción - Sportivo Luqueño 1:1 Carlos Alberto Pérez 29 - Bladimiro Duarte 23                                                                 |
| 1 maja 2011      | Club Libertad - Tacuary Asunción 0:0 |
| 1 maja 2011      | Club Olimpia - Cerro Porteño 0:2 Juan Manuel Iturbe 80, Luis Enrique Cáceres 90k                                                                            |
| 2 maja 2011      | Club Nacional - Club Rubio Ñú 3:0 Víctor Marcelino Aquino 32, Ariel Gregorio Bogado 41, Carlos Gabriel Ruíz Peralta 51                                      |

### Apertura 18
| Data        | Mecz                                                                                              |
| ----------- | ------------------------------------------------------------------------------------------------- |
| 7 maja 2011 | Club Sol de América - Club Nacional 0:0                                                           |
| 7 maja 2011 | Tacuary Asunción - 3 de Febrero Ciudad del Este 1:1 Ramón Cardozo 50 - César Cáceres Cañete 85    |
| 8 maja 2011 | Cerro Porteño - Independiente Asunción 1:1 Julio Daniel Dos Santos 60 - Osvaldo Javier Díaz 20    |
| 8 maja 2011 | Club Guaraní - Club Olimpia 0:0                                                                   |
| 8 maja 2011 | Club Rubio Ñú - Club Libertad 0:1 José Ariel Núñez 40                                             |
| 8 maja 2011 | Sportivo Luqueño - General Caballero Asunción 1:1 Edison Giménez 69 - Sergio Enrique Fernández 68 |

### Apertura 19
| Data         | Mecz |
| ------------ | --- |
| 13 maja 2011 | 3 de Febrero Ciudad del Este - Club Rubio Ñú 2:2 Arnaldo Castorino 45, Juan Carlos Gamarra 77 - Robin Ariel Ramírez 47, William Gabriel Mendieta 51 |
| 14 maja 2011 | Independiente Asunción - Club Guaraní 0:0 |
| 14 maja 2011 | Club Sol de América - Sportivo Luqueño 1:1 Lorenzo Rodrigo Frutos 60k - Claudio David Vargas 91                                                     |
| 15 maja 2011 | General Caballero Asunción - Cerro Porteño 1:0 Jaime Hinterleitner 25                                                                               |
| 15 maja 2011 | Club Nacional - Club Libertad 1:2 Hugo Lusardi 69 - Omar Heber Pouso 10, Pedro Alcides Sarabia 15k                                                  |
| 15 maja 2011 | Club Olimpia - Tacuary Asunción 0:0 |

### Apertura 20
| Data         | Mecz |
| ------------ | --- |
| 21 maja 2011 | Club Guaraní - General Caballero Asunción 2:1 Julián Alfonso Benítez 20, Osvaldo Hobecker 84 - Fernando Márquez 15     |
| 21 maja 2011 | Club Libertad - 3 de Febrero Ciudad del Este 3:0 Manuel José Maciel 22, Omar Heber Pouso 80, Pedro Alcides Sarabia 93k |
| 21 maja 2011 | Sportivo Luqueño - Club Nacional 1:3 Ángel Daniel Enciso 17 - Javier Mercedes González 14, 35, 38                      |
| 22 maja 2011 | Cerro Porteño - Club Sol de América 1:1 Ángel Rodrigo Romero 73 - Diego Ciz 91                                         |
| 22 maja 2011 | Club Rubio Ñú - Club Olimpia 0:3 Pablo Daniel Zeballos 28, 41, Vladimir Marín 72                                       |
| 22 maja 2011 | Tacuary Asunción - Independiente Asunción 1:1 Carlos Ramón Martínez 74 - Richard Fabián Leite 80                       |

### Apertura 21
| Data         | Mecz |
| ------------ | --- |
| 28 maja 2011 | Independiente Asunción - Club Rubio Ñú 4:4 José Báez 14, Imanol Iribarri 69, Richard Fabián Leite 71k, Miguel Ángel Almirón 76 - Robin Ariel Ramírez 11, 43, Reinaldo Ocampo 47, Sergio Samudio 54 |
| 28 maja 2011 | Club Sol de América - Club Guaraní 0:1 Juan Antonio Patiño 27 |
| 28 maja 2011 | General Caballero Asunción - Tacuary Asunción 1:1 Fernando Oliveira 88 - Juan Isidro Núñez 12 |
| 28 maja 2011 | Club Nacional - 3 de Febrero Ciudad del Este 1:1 Hugo Lusardi 86 - Arturo David Aquino 29s |
| 28 maja 2011 | Club Olimpia - Club Libertad 2:2 Sergio Daniel Órteman 9, Vladimir Marín 36 - Víctor Javier Cáceres 74, Víctor Hugo Ayala 77                                                                       |
| 28 maja 2011 | Sportivo Luqueño - Cerro Porteño 4:1 Rodrigo Ernesto Soria 20, 66, Sergio Escalante 37, 42 - Ángel Rodrigo Romero 88                                                                               |

### Apertura 22
| Data           | Mecz |
| -------------- | --- |
| 1 czerwca 2011 | Club Libertad - Independiente Asunción 1:0 Omar Heber Pouso 48                                                                                                 |
| 2 czerwca 2011 | Club Guaraní - Sportivo Luqueño 2:0 Nildo Arturo Viera 59, Juan José Aguilar 93                                                                                |
| 3 czerwca 2011 | Club Rubio Ñú - General Caballero Asunción 1:0 Gustavo Alberto Cristaldo 21                                                                                    |
| 4 czerwca 2011 | Tacuary Asunción - Club Sol de América 0:1 Ricardo Julián Martínez 51                                                                                          |
| 5 czerwca 2011 | 3 de Febrero Ciudad del Este - Club Olimpia 3:2 César Cáceres Cañete 52k, 93k, Christian Omar Martínez 78 - Juan Carlos Ferreyra 34k, Pablo Daniel Zeballos 88 |
| 5 czerwca 2011 | Cerro Porteño - Club Nacional 1:2 Francisco Javier García 54 - Víctor Marcelino Aquino 58, Silvio Torales 68                                                   |

### Tabela Apertura 2011
| Poz | Klub                         | Mecze | Zw | Rem | Por | Pkt | BrZd | BrStr |
| --- | ---------------------------- | ----- | -- | --- | --- | --- | ---- | ----- |
| 1   | Club Nacional                | 22    | 14 | 5   | 3   | 47  | 34   | 18    |
| 2   | Club Olimpia                 | 22    | 12 | 6   | 4   | 42  | 44   | 22    |
| 3   | Club Libertad                | 22    | 11 | 6   | 5   | 39  | 28   | 18    |
| 4   | Club Guaraní                 | 22    | 9  | 7   | 6   | 34  | 23   | 19    |
| 5   | Club Rubio Ñú                | 22    | 8  | 7   | 7   | 31  | 35   | 34    |
| 6   | Tacuary Asunción             | 22    | 6  | 12  | 4   | 30  | 17   | 14    |
| 7   | Cerro Porteño                | 22    | 5  | 9   | 8   | 24  | 23   | 29    |
| 8   | 3 de Febrero Ciudad del Este | 22    | 5  | 8   | 9   | 23  | 23   | 31    |
| 9   | Independiente Asunción       | 22    | 4  | 10  | 8   | 22  | 26   | 29    |
| 10  | Club Sol de América          | 22    | 5  | 6   | 11  | 21  | 21   | 33    |
| 11  | Sportivo Luqueño             | 22    | 4  | 8   | 10  | 20  | 24   | 36    |
| 12  | General Caballero Asunción   | 22    | 4  | 6   | 12  | 18  | 21   | 36    |

## Torneo Clausura 2011

### Clausura 1
| Data          | Mecz |
| ------------- | --- |
| 29 lipca 2011 | Club Libertad - Club Nacional 1:1 Ignacio Canuto 26 - Rodrigo Teixeira 29 |
| 30 lipca 2011 | Club Guaraní - Club Olimpia 3:4 Federico Javier Santander 7, Héctor Federico Carballo 17, Víctor Manuel Gómez 32 - Pablo Daniel Zeballos 16, 71, Miguel Ángel Amado 68, Édgar Arnulfo Robles 83 |
| 31 lipca 2011 | 3 de Febrero Ciudad del Este - Tacuary Asunción 2:3 Gilberto Ariel Velázquez 5, Edgar Manuel Aranda 47 - Nery Rubén Bareiro 32, Ramón Cardozo 49, Jorge Miguel Ortega 92                        |
| 31 lipca 2011 | General Caballero Asunción - Independiente Asunción 2:1 Sergio Reinaldo Gómez 21, Diego Raúl Arévalos 75 - Miguel Ángel Almirón 32                                                              |
| 31 lipca 2011 | Club Rubio Ñú - Cerro Porteño 0:2 Freddy Bareiro 59, Julio Daniel Dos Santos 84 |
| 31 lipca 2011 | Club Sol de América - Sportivo Luqueño 1:1 Reinaldo Ocampo 9 - Fidel Amado Pérez 23 |

### Clausura 2
| Data            | Mecz |
| --------------- | --- |
| 6 sierpnia 2011 | Club Guaraní - Club Rubio Ñú 2:2 Federico Javier Santander 32, Dante López 67 - Derlis González 60, Digno Javier González 81                              |
| 6 sierpnia 2011 | Tacuary Asunción - Club Libertad 1:1 Juan Isidro Núñez 39 - Ignacio Canuto 88                                                                             |
| 7 sierpnia 2011 | Independiente Asunción - Club Sol de América 1:1 Óscar Díaz 10 - Víctor Ramón Ferreira 8                                                                  |
| 7 sierpnia 2011 | Club Nacional - General Caballero Asunción 3:0 Fabio Ramón Ramos 18, Roberto Carlos Gamarra 25, Marcos Antonio Melgarejo 75                               |
| 7 sierpnia 2011 | Club Olimpia - 3 de Febrero Ciudad del Este 4:0 Luis Nery Caballero 1, 20, Pablo Daniel Zeballos 32, 64                                                   |
| 7 sierpnia 2011 | Sportivo Luqueño - Cerro Porteño 2:3 Jonathan Javier Philippe 23, Ángel Antonio Ortiz 38 - Jonathan Fabbro 17, Freddy Bareiro 34, José Domingo Salcedo 68 |

### Clausura 3
| Data             | Mecz                                                                                                 |
| ---------------- | --- |
| 13 sierpnia 2011 | Club Rubio Ñú - Sportivo Luqueño 1:0 Diego Armando Godoy 21                                          |
| 13 sierpnia 2011 | Club Sol de América - Club Nacional 0:1 Rodrigo Teixeira 74                                          |
| 14 sierpnia 2011 | 3 de Febrero Ciudad del Este - Club Guaraní 0:2 Elvis Marecos 42, Dante López 52                     |
| 14 sierpnia 2011 | Cerro Porteño - Independiente Asunción 0:1 Julio Ramón Aguilar 3                                     |
| 14 sierpnia 2011 | General Caballero Asunción - Tacuary Asunción 1:1 Édgar Fernando Gamarra 65 - Jorge Miguel Ortega 43 |
| 15 sierpnia 2011 | Club Libertad - Club Olimpia 2:1 Luciano Civelli 26, 91 - Adrián Marcelo Romero 20                   |

### Clausura 4
| Data             | Mecz |
| ---------------- | --- |
| 20 sierpnia 2011 | 3 de Febrero Ciudad del Este - Club Rubio Ñú 1:2 Edgar Manuel Aranda 25 - Nery Cardozo 78, Derlis González 91 |
| 20 sierpnia 2011 | Independiente Asunción - Sportivo Luqueño 0:0                                                                 |
| 20 sierpnia 2011 | Tacuary Asunción - Club Sol de América 1:1 Ramón Cardozo 46 - Enzo Enrico Prono 66                            |
| 21 sierpnia 2011 | Club Guaraní - Club Libertad 0:3 Rodolfo Vicente Gamarra 41, Ignacio Canuto 49, 74                            |
| 21 sierpnia 2011 | Club Nacional - Cerro Porteño 1:1 Gustavo Eliseo Morinigo 26 - Héctor Darío Benítez 6s                        |
| 21 sierpnia 2011 | Club Olimpia - General Caballero Asunción 2:1 Sergio Óscar Almirón 24, Vladimir Marín 27 - Aldo Olmedo 43     |

### Clausura 5
| Data             | Mecz |
| ---------------- | --- |
| 27 sierpnia 2011 | Club Libertad - 3 de Febrero Ciudad del Este 4:1 Cristián Matías Menéndez 28, Robin Ariel Ramírez 69, Pablo César Velásquez 90, Rodolfo Vicente Gamarra 92 - Claudio David Vargas 7k |
| 27 sierpnia 2011 | Club Rubio Ñú - Independiente Asunción 1:1 Nery Cardozo 63k - Óscar Díaz 47 |
| 27 sierpnia 2011 | Sportivo Luqueño - Club Nacional 1:0 Osvaldo Javier Díaz 11 |
| 28 sierpnia 2011 | Cerro Porteño - Tacuary Asunción 2:1 Freddy Bareiro 7, Iván Arturo Torres 58 - Raúl Basilio Román 86                                                                                 |
| 28 sierpnia 2011 | General Caballero Asunción - Club Guaraní 2:0 Fernando Oliveira 1, Édgar Fernando Gamarra 59                                                                                         |
| 28 sierpnia 2011 | Club Sol de América - Club Olimpia 1:3 Enzo Enrico Prono 54 - Adrián Marcelo Romero 19, Pablo Daniel Zeballos 65, Richard Ortiz 89                                                   |

### Clausura 6
| Data                | Mecz |
| ------------------- | --- |
| 3 września 2011     | 3 de Febrero Ciudad del Este - General Caballero Asunción 5:2 Arnaldo Castorino 24, 28, 49, 90, César Cáceres Cañete 57k - Fernando Oliveira 45k, Hugo Sebastián Santacruz 80k |
| 3 września 2011     | Club Nacional - Independiente Asunción 2:1 Marcos Miers 64, Silvio Torales 82 - Miguel Ángel Almirón 41                                                                        |
| 3 września 2011     | Tacuary Asunción - Sportivo Luqueño 0:0 |
| 4 września 2011     | Club Olimpia - Cerro Porteño 1:1 Sergio Daniel Órteman 62 - Freddy Bareiro 48                                                                                                  |
| 5 września 2011     | Club Guaraní - Club Sol de América 3:1 Nelson David Romero 27, 37, Federico Javier Santander 64 - Enzo Enrico Prono 5                                                          |
| 8 października 2011 | Club Libertad - Club Rubio Ñú 2:1 Omar Heber Pouso 33, Freddy Ramón Vera 89s - Nery Cardozo 4                                                                                  |

### Clausura 7
| Data             | Mecz |
| ---------------- | --- |
| 9 września 2011  | General Caballero Asunción - Club Libertad 0:3 José Ariel Núñez 16, Cristián Matías Menéndez 71, Robin Ariel Ramírez 87                                |
| 10 września 2011 | Independiente Asunción - Tacuary Asunción 1:0 Emerson Reba 43                                                                                          |
| 10 września 2011 | Club Rubio Ñú - Club Nacional 2:3 Blas Ariel Coronel 28, Freddy Ramón Vera 39 - Roberto Carlos Gamarra 6, Marcos Miers 66, Herminio Antonio Miranda 83 |
| 10 września 2011 | Club Sol de América - 3 de Febrero Ciudad del Este 1:3 Christian Gilberto Ovelar 53 - Sergio Escalante 19, 57, Arnaldo Castorino 22                    |
| 11 września 2011 | Cerro Porteño - Club Guaraní 0:1 Nelson David Romero 54                                                                                                |
| 11 września 2011 | Sportivo Luqueño - Club Olimpia 3:1 Celso Pablo González Ferreira 16, Jonathan Javier Philippe 74, Rodrigo Ernesto Soria 80 - Luis Alberto Caballero 8 |

### Clausura 8
| Data                | Mecz |
| ------------------- | --- |
| 16 września 2011    | Tacuary Asunción - Club Nacional 1:0 Lorenzo Raúl Silva 79                                                                     |
| 17 września 2011    | 3 de Febrero Ciudad del Este - Cerro Porteño 1:1 Arnaldo Castorino 6 - Julio Daniel Dos Santos 17                              |
| 18 września 2011    | General Caballero Asunción - Club Rubio Ñú 0:1 Osvaldo Hobecker 37                                                             |
| 18 września 2011    | Club Guaraní - Sportivo Luqueño 2:0 Julio César Manzur 52k, Federico Javier Santander 80                                       |
| 18 września 2011    | Club Libertad - Club Sol de América 0:2 Ricardo Julián Martínez 31, Lorenzo Rodrigo Frutos 91                                  |
| 8 października 2011 | Club Olimpia - Independiente Asunción 2:2 Maximiliano Ariel Biancucci 38, Sergio Óscar Almirón 63 - Julio Ramón Aguilar 70, 88 |

### Clausura 9
| Data             | Mecz |
| ---------------- | --- |
| 24 września 2011 | Independiente Asunción - Club Guaraní 1:1 Jorge Núñez 75 - Luis de la Cruz 9                                                          |
| 24 września 2011 | Club Rubio Ñú - Tacuary Asunción 1:2 Éric Ramos 54 - Carlos Ramón Martínez 73, Alfredo Carlos Alberto Mazacote 82                     |
| 24 września 2011 | Club Sol de América - General Caballero Asunción 4:0 Ricardo Julián Martínez 5, Lorenzo Rodrigo Frutos 18k, 83, Diego Manuel Arrua 53 |
| 24 września 2011 | Sportivo Luqueño - 3 de Febrero Ciudad del Este 1:0 Robert Antonio Servín 5                                                           |
| 25 września 2011 | Cerro Porteño - Club Libertad 1:1 Roberto Antonio Nanni 91k - Luciano Civelli 83                                                      |
| 25 września 2011 | Club Nacional - Club Olimpia 1:0 Rodrigo Teixeira 20                                                                                  |

### Clausura 10
| Data                 | Mecz |
| -------------------- | --- |
| 28 września 2011     | 3 de Febrero Ciudad del Este - Independiente Asunción 0:1 Fidencio Oviedo 70                                                                                                |
| 28 września 2011     | General Caballero Asunción - Cerro Porteño 2:4 Hugo Sebastián Santacruz 46, 50 - Luis Carlos Cardozo 10, Freddy Bareiro 40, Roberto Antonio Nanni 75, Pedro Juan Benítez 79 |
| 28 września 2011     | Club Guaraní - Club Nacional 1:2 Federico Javier Santander 93 - Marcos Antonio Melgarejo 37, Ignacio Ramón Cáceres 91                                                       |
| 28 września 2011     | Club Libertad - Sportivo Luqueño 2:0 Cristián Matías Menéndez 56, Víctor Javier Cáceres 80                                                                                  |
| 28 września 2011     | Club Sol de América - Club Rubio Ñú 0:0 |
| 26 października 2011 | Club Olimpia - Tacuary Asunción 3:1 Pablo Daniel Zeballos 64k, 71, Luis Nery Caballero 86 - Marcos Cardozo 56                                                               |

### Clausura 11
| Data                | Mecz |
| ------------------- | --- |
| 2 października 2011 | Cerro Porteño - Club Sol de América 2:0 Luis Carlos Cardozo 18, Roberto Antonio Nanni 55k                                               |
| 2 października 2011 | Independiente Asunción - Club Libertad 1:1 Julio Ramón Aguilar 20 - Pedro Alcides Sarabia 64k                                           |
| 2 października 2011 | Club Nacional - 3 de Febrero Ciudad del Este 2:0 Herminio Antonio Miranda 26, 52                                                        |
| 2 października 2011 | Sportivo Luqueño - General Caballero Asunción 1:4 Robert Antonio Servín 15 - Hugo Sebastián Santacruz 4, 39, 70, Vicente Aníbal Vera 66 |
| 2 października 2011 | Tacuary Asunción - Club Guaraní 1:2 Raúl Basilio Román 5 - Federico Javier Santander 57, 61                                             |
| 3 października 2011 | Club Rubio Ñú - Club Olimpia 1:1 Nery Cardozo 39 - Adrián Marcelo Romero 14                                                             |

### Clausura 12
| Data                 | Mecz |
| -------------------- | --- |
| 14 października 2011 | Club Olimpia - Club Guaraní 2:0 Richard Ortiz 33, Sergio Daniel Órteman 50k                                                                               |
| 15 października 2011 | Club Nacional - Club Libertad 2:1 Ariel Gregorio Bogado 14, Javier Mercedes González 63 - José Ariel Núñez 6                                              |
| 15 października 2011 | Tacuary Asunción - 3 de Febrero Ciudad del Este 2:2 Nery Rubén Bareiro 48, Alfredo Carlos Alberto Mazacote 53 - César Llamas 43, César Cáceres Cañete 65k |
| 16 października 2011 | Cerro Porteño - Club Rubio Ñú 1:1 Freddy Bareiro 94 - Osvaldo Hobecker 65                                                                                 |
| 16 października 2011 | Independiente Asunción - General Caballero Asunción 1:1 Miguel Ángel Almirón 80 - Hugo Sebastián Santacruz 10                                             |
| 16 października 2011 | Sportivo Luqueño - Club Sol de América 1:2 Marcos Gustavo Pereira 46 - Edgar Orzuza 14, Christian Gilberto Ovelar 87                                      |

### Clausura 13
| Data                 | Mecz |
| -------------------- | --- |
| 22 października 2011 | Cerro Porteño - Sportivo Luqueño 4:2 Freddy Bareiro 7, Julio Daniel Dos Santos 41k, Edgar Benítez 50, Jonathan Fabbro 80 - Rodrigo Ernesto Soria 19, Jimmy Adan Cano 74 |
| 23 października 2011 | 3 de Febrero Ciudad del Este - Club Olimpia 0:1 Luis Nery Caballero 11                                                                                                  |
| 23 października 2011 | General Caballero Asunción - Club Nacional 2:0 Hugo Sebastián Santacruz 70, Sergio Reinaldo Gómez 89                                                                    |
| 23 października 2011 | Club Libertad - Tacuary Asunción 1:1 Víctor Javier Cáceres 60 - Alfredo Carlos Alberto Mazacote 92                                                                      |
| 23 października 2011 | Club Rubio Ñú - Club Guaraní 2:2 Federico Javier Santander 13s, Digno Javier González 74 - Freddy Ramón Vera 35s, 62s                                                   |
| 23 października 2011 | Club Sol de América - Independiente Asunción 3:1 Lorenzo Rodrigo Frutos 8, 62, Christian Gilberto Ovelar 23 - Diego Antonio Figueredo 83                                |

### Clausura 14
| Data                 | Mecz |
| -------------------- | --- |
| 29 października 2011 | Independiente Asunción - Cerro Porteño 1:3 Emerson Reba 66k - Julio Daniel Dos Santos 18, Jorge Núñez 22s, Edgar Benítez 73                                            |
| 29 października 2011 | Club Nacional - Club Sol de América 0:1 Víctor Ramón Ferreira 66 |
| 30 października 2011 | Club Guaraní - 3 de Febrero Ciudad del Este 0:0 |
| 30 października 2011 | Club Olimpia - Club Libertad 0:2 Ignacio Canuto 86, Robin Ariel Ramírez 92                                                                                             |
| 30 października 2011 | Sportivo Luqueño - Club Rubio Ñú 0:2 Diego de Jesús Chamorro 7, Derlis González 48 mecz przerwano w 59 minucie z powodu zamieszek na trybunach - wynik meczu zachowano |
| 30 października 2011 | Tacuary Asunción - General Caballero Asunción 4:0 Diego Centurión 70, Carlos Ramón Martínez 86, Marco Antonio Acosta Rojas 90, Jorge Miguel Ortega 91                  |

### Clausura 15
| Data             | Mecz |
| ---------------- | --- |
| 5 listopada 2011 | Cerro Porteño - Club Nacional 1:3 Roberto Antonio Nanni 9 - Marcos Antonio Melgarejo 16, 71, Ariel Gregorio Bogado 81                                                           |
| 5 listopada 2011 | General Caballero Asunción - Club Olimpia 1:2 Gabriel Vieira 4 - Sergio Daniel Órteman 16, Richard Ortiz 68                                                                     |
| 6 listopada 2011 | Club Libertad - Club Guaraní 3:2 José Ariel Núñez 26, 62, Rodolfo Vicente Gamarra 37 - Julio César Manzur 16, Federico Javier Santander 31                                      |
| 6 listopada 2011 | Club Rubio Ñú - 3 de Febrero Ciudad del Este 2:1 Freddy Ramón Vera 20, Osvaldo Hobecker 63 - César Cáceres Cañete 31                                                            |
| 6 listopada 2011 | Club Sol de América - Tacuary Asunción 1:1 Edgar Damián Segovia 58 - Marcos Cardozo 23                                                                                          |
| 6 listopada 2011 | Sportivo Luqueño - Independiente Asunción 0:3 Carlos Manuel Machuca 7, 85, Michel Romero 36 mecz przerwano w 86 minucie z powodu zamieszek na trybunach - wynik meczu zachowano |

### Clausura 16
| Data              | Mecz |
| ----------------- | --- |
| 16 listopada 2011 | Club Guaraní - General Caballero Asunción 1:2 Luis de la Cruz 44 - Josías Cardoso 16, 53                                            |
| 16 listopada 2011 | Independiente Asunción - Club Rubio Ñú 3:1 Julio Ramón Aguilar 30, Michel Romero 34, William Schuster 81 - Digno Javier González 75 |
| 16 listopada 2011 | Club Nacional - Sportivo Luqueño 2:1 Ariel Gregorio Bogado 25, Rodrigo Teixeira 72 - Francisco Javier Esteche 86                    |
| 23 listopada 2011 | 3 de Febrero Ciudad del Este - Club Libertad 2:1 Arnaldo Castorino 4, Claudio David Vargas 28 - José Ariel Núñez 6                  |
| 23 listopada 2011 | Club Olimpia - Club Sol de América 1:0 Sergio Daniel Órteman 39k                                                                    |
| 23 listopada 2011 | Tacuary Asunción - Cerro Porteño 1:2 Alfredo Carlos Alberto Mazacote 21k - Roberto Antonio Nanni 39k, Freddy Bareiro 83             |

### Clausura 17
| Data              | Mecz |
| ----------------- | --- |
| 19 listopada 2011 | Independiente Asunción - Club Nacional 3:1 Julio Ramón Aguilar 17k, 52, 61 - Ignacio Ramón Cáceres 35 |
| 19 listopada 2011 | Club Rubio Ñú - Club Libertad 0:2 Robin Ariel Ramírez 81, José Ariel Núñez 88 |
| 20 listopada 2011 | Cerro Porteño - Club Olimpia 0:0 |
| 20 listopada 2011 | General Caballero Asunción - 3 de Febrero Ciudad del Este 3:7 Gabriel Vieira 27, Hugo Sebastián Santacruz 31k, Fernando Oliveira 80 - Arnaldo Castorino 2, 73, Osvaldo Moreno 41, César Cáceres Cañete 70, 83k, 91, César Llamas 86 |
| 20 listopada 2011 | Club Sol de América - Club Guaraní 2:1 Christian Gilberto Ovelar 22, 35 - Jorge Darío Mendoza 36 |
| 20 listopada 2011 | Sportivo Luqueño - Tacuary Asunción 2:2 Pablo Junior Giménez 65, Luis Armando Ovelar 77 - Riki Kitawaki 49, Alfredo Carlos Alberto Mazacote 71                                                                                      |

### Clausura 18
| Data              | Mecz |
| ----------------- | --- |
| 26 listopada 2011 | Club Nacional - Club Rubio Ñú 1:2 Marcos Miers 78 - Roberto Miguel Acuña 56k, Nery Cardozo 65                                     |
| 26 listopada 2011 | Tacuary Asunción - Independiente Asunción 1:0 Carlos Ramón Martínez 27                                                            |
| 27 listopada 2011 | 3 de Febrero Ciudad del Este - Club Sol de América 2:2 Claudio David Vargas 24, 53 - Christian Gilberto Ovelar 4, Edgar Orzuza 84 |
| 27 listopada 2011 | Club Guaraní - Cerro Porteño 0:2 Freddy Bareiro 61, Jonathan Fabbro 64                                                            |
| 27 listopada 2011 | Club Libertad - General Caballero Asunción 1:0 Pablo César Velásquez 85                                                           |
| 27 listopada 2011 | Club Olimpia - Sportivo Luqueño 2:0 Maximiliano Ariel Biancucci 5, Pablo Daniel Zeballos 69k                                      |

### Clausura 19
| Data              | Mecz |
| ----------------- | --- |
| 29 listopada 2011 | Club Nacional - Tacuary Asunción 3:4 Ignacio Ramón Cáceres 6, Rodrigo Teixeira 39, Carlos Gabriel Ruíz Peralta 67 - Jorge Miguel Ortega 5, Alfredo Carlos Alberto Mazacote 57k, Grégor Alcides Aguayo 63, Diego Centurión 82 |
| 30 listopada 2011 | Cerro Porteño - 3 de Febrero Ciudad del Este 3:0 Roberto Antonio Nanni 20, 38, Edgar Benítez 68 |
| 30 listopada 2011 | Independiente Asunción - Club Olimpia 0:2 Maximiliano Ariel Biancucci 37, Pablo Daniel Zeballos 79 |
| 30 listopada 2011 | Club Rubio Ñú - General Caballero Asunción 0:2 Édgar Fernando Gamarra 35, Hugo Sebastián Santacruz 42 |
| 30 listopada 2011 | Club Sol de América - Club Libertad 0:3 Cristián Matías Menéndez 41, 62, José Ariel Núñez 60 |
| 30 listopada 2011 | Sportivo Luqueño - Club Guaraní 1:5 Celso Pablo González Ferreira 39 - Nelson David Romero 9, 31, Julio César Manzur 14, Luis de la Cruz 49, 51                                                                              |

### Clausura 20
| Data           | Mecz |
| -------------- | --- |
| 4 grudnia 2011 | 3 de Febrero Ciudad del Este - Sportivo Luqueño 1:1 César Cáceres Cañete 53 - Ángel Antonio Ortiz 25k                            |
| 4 grudnia 2011 | General Caballero Asunción - Club Sol de América 1:2 Vicente Aníbal Vera 53 - Christian Gilberto Ovelar 51, Enzo Enrico Prono 90 |
| 4 grudnia 2011 | Tacuary Asunción - Club Rubio Ñú 1:0 Alfredo Carlos Alberto Mazacote 13k                                                         |
| 5 grudnia 2011 | Club Olimpia - Club Nacional 1:0 Pablo Daniel Zeballos 4                                                                         |
| 6 grudnia 2011 | Club Libertad - Cerro Porteño 0:1 Freddy Bareiro 25                                                                              |
| 6 grudnia 2011 | Club Guaraní - Independiente Asunción 2:2 Federico Javier Santander 3, Darío Ocampo 19 - Julio Ramón Aguilar 8, José Báez 83     |

### Clausura 21
| Data            | Mecz |
| --------------- | --- |
| 10 grudnia 2011 | Club Nacional - Club Guaraní 5:2 Marcos Antonio Melgarejo 16, Javier Mercedes González 17, 72, Ariel Gregorio Bogado 44, 53 - Federico Javier Santander 52, Jorge Darío Mendoza 76 |
| 10 grudnia 2011 | Club Rubio Ñú - Club Sol de América 2:0 Nery Cardozo 34, Derlis González 67 |
| 11 grudnia 2011 | Cerro Porteño - General Caballero Asunción 5:1 Roberto Antonio Nanni 14, Julio Daniel Dos Santos 23, Freddy Bareiro 29, 64, Edgar Benítez 80 - Óscar Ramón Ruiz 30                 |
| 11 grudnia 2011 | Independiente Asunción - 3 de Febrero Ciudad del Este 2:0 Óscar Díaz 80 - Imanol Iribarri 85                                                                                       |
| 11 grudnia 2011 | Sportivo Luqueño - Club Libertad 0:0 |
| 11 grudnia 2011 | Tacuary Asunción - Club Olimpia 2:3 Pablo Esteban Espinoza 61, Diego Centurión 77 - Pablo Daniel Zeballos 33, 48k, Álvaro Francisco Nájera 83                                      |

### Clausura 22
| Data            | Mecz |
| --------------- | --- |
| 15 grudnia 2011 | 3 de Febrero Ciudad del Este - Club Nacional 1:1 Fernando Alexis Suárez 59 - Ariel Gregorio Bogado 39                                        |
| 16 grudnia 2011 | Club Guaraní - Tacuary Asunción 0:0 |
| 16 grudnia 2011 | Club Libertad - Independiente Asunción 2:2 Mauro Andrés Caballero 4, 6 - Emanuel Biancucchi 60, Rafael Alexandrino Dos Santos 86             |
| 17 grudnia 2011 | General Caballero Asunción - Sportivo Luqueño 2:1 Aldo Rubén Paniagua 49, Hugo Sebastián Santacruz 92 - Francisco Javier Esteche 74k         |
| 18 grudnia 2011 | Club Olimpia - Club Rubio Ñú 2:1 Maximiliano Ariel Biancucci 5, David Bernardo Mendoza 57s - Luis Francisco Closa 78                         |
| 18 grudnia 2011 | Club Sol de América - Cerro Porteño 2:2 Christian Gilberto Ovelar 64, Cecilio Andrés Domínguez 92 - Pedro Juan Benítez 85, Freddy Bareiro 87 |

### Tabela końcowa Clausura 2011
| Poz | Klub                         | Mecze | Zw | Rem | Por | Pkt | BrZd | BrStr |
| --- | ---------------------------- | ----- | -- | --- | --- | --- | ---- | ----- |
| 1   | Club Olimpia                 | 22    | 14 | 4   | 4   | 46  | 38   | 22    |
| 2   | Cerro Porteño                | 22    | 12 | 7   | 3   | 43  | 41   | 22    |
| 3   | Club Libertad                | 22    | 11 | 7   | 4   | 40  | 36   | 19    |
| 4   | Club Nacional                | 22    | 11 | 3   | 8   | 36  | 34   | 27    |
| 5   | Tacuary Asunción             | 22    | 7  | 9   | 6   | 30  | 31   | 28    |
| 6   | Independiente Asunción       | 22    | 7  | 9   | 6   | 30  | 29   | 26    |
| 7   | Club Sol de América          | 22    | 7  | 7   | 8   | 28  | 27   | 30    |
| 8   | Club Rubio Ñú                | 22    | 7  | 6   | 9   | 27  | 25   | 29    |
| 9   | Club Guaraní                 | 22    | 6  | 6   | 10  | 24  | 32   | 37    |
| 10  | General Caballero Asunción   | 22    | 7  | 2   | 13  | 23  | 29   | 49    |
| 11  | 3 de Febrero Ciudad del Este | 22    | 4  | 6   | 12  | 18  | 29   | 41    |
| 12  | Sportivo Luqueño             | 22    | 3  | 6   | 13  | 15  | 18   | 39    |

## Sumaryczna tabela sezonu 2011
| Poz | Klub                         | Mecze | Zw | Rem | Por | Pkt | BrZd | BrStr |
| --- | ---------------------------- | ----- | -- | --- | --- | --- | ---- | ----- |
| 1   | Club Olimpia                 | 44    | 26 | 10  | 8   | 88  | 82   | 44    |
| 2   | Club Nacional                | 44    | 25 | 8   | 11  | 83  | 68   | 45    |
| 3   | Club Libertad                | 44    | 22 | 13  | 9   | 79  | 64   | 37    |
| 4   | Cerro Porteño                | 44    | 17 | 16  | 11  | 67  | 64   | 51    |
| 5   | Tacuary Asunción             | 44    | 13 | 21  | 10  | 60  | 48   | 42    |
| 6   | Club Guaraní                 | 44    | 15 | 13  | 16  | 58  | 55   | 56    |
| 7   | Club Rubio Ñú                | 44    | 15 | 13  | 16  | 58  | 60   | 63    |
| 8   | Independiente Asunción       | 44    | 11 | 19  | 14  | 52  | 55   | 55    |
| 9   | Club Sol de América          | 44    | 12 | 13  | 19  | 49  | 48   | 63    |
| 10  | 3 de Febrero Ciudad del Este | 44    | 9  | 14  | 21  | 41  | 52   | 72    |
| 11  | General Caballero Asunción   | 44    | 11 | 8   | 25  | 41  | 50   | 85    |
| 12  | Sportivo Luqueño             | 44    | 7  | 14  | 23  | 35  | 42   | 75    |

O spadku z ligi decydował średni dorobek z trzech ostatnich sezonów.